# Bulbophyllum vanvuurenii
Bulbophyllum vanvuurenii là một loài phong lan thuộc chi Bulbophyllum.